# Brylkinieae
Brylkinieae es una tribu de hierbas de la familia Poaceae. Tiene un solo género.

## Género
- Brylkinia